# 稲上晃
稲上 晃（いながみ あきら、1963年12月23日 - ）は、日本の男性アニメーター、キャラクターデザイナー。大阪府出身。

## 概要
大阪芸術大学卒業後、1986年に東映動画（後の東映アニメーション）に第2期研修生として入社。同期には為我井克美、佐々木憲世、幾原邦彦などがいる。
アメリカのジム・ヘンソンとの合作作品『Muppet Babies』に参加した後、『聖闘士星矢 邪神エリス』で初めて原画を担当する。1990年に発売されたOVA『峠についた赤い郵便受け』で初めてキャラクターデザインを担当し、以後『ドラゴンボール』シリーズなどで主力アニメーターとして参加する。
その後『夢のクレヨン王国』や『ふたりはプリキュア』、『ねぎぼうずのあさたろう』でキャラクターデザインを担当、『おジャ魔女どれみ』『明日のナージャ』『プリキュアシリーズ』で作画監督として参加している。

## 主な作品

### テレビアニメ
- DRAGON QUEST -ダイの大冒険-（原画）[2]
- ドラゴンボールZ（原画）
- ドラゴンボールGT（作画監督）
- 夢のクレヨン王国（キャラクターコンセプトデザイン、作画監督）
- おジャ魔女どれみシリーズ
  - おジャ魔女どれみ（作画監督）
  - おジャ魔女どれみ#（作画監督）
  - も〜っと!おジャ魔女どれみ（作画監督）
  - おジャ魔女どれみドッカ〜ン!（作画監督）
- 明日のナージャ（作画監督）
- プリキュアシリーズ
  - ふたりはプリキュア（キャラクターデザイン）
  - ふたりはプリキュア Max Heart（キャラクターデザイン）
  - ふたりはプリキュア Splash Star（キャラクターデザイン、作画監督）
  - Yes!プリキュア5（作画監督）
  - ハートキャッチプリキュア(作画監督、原画)
  - スイートプリキュア♪（作画監督）
  - スマイルプリキュア!（作画監督、原画）
  - ドキドキ!プリキュア（作画監督、原画）
  - ハピネスチャージプリキュア!（作画監督、原画、歴代プリキュア原画）
  - Go!プリンセスプリキュア（作画監督、原画）
  - 魔法つかいプリキュア!（作画監督）
  - キラキラ☆プリキュアアラモード（作画監督）
  - HUGっと!プリキュア（原画）
  - スター☆トゥインクルプリキュア（作画監督、原画）
  - ヒーリングっど♥プリキュア（作画監督、原画）
  - トロピカル〜ジュ!プリキュア（作画監督）
  - デリシャスパーティ♡プリキュア（作画監督）
  - ひろがるスカイ!プリキュア（作画監督）
  - キボウノチカラ〜オトナプリキュア'23〜（キャラクター原案[3]）
  - わんだふるぷりきゅあ!（作画監督、放送1000回記念エンドカード）
- ねぎぼうずのあさたろう（キャラクターデザイン）

### 劇場アニメ
- 聖闘士星矢 邪神エリス（原画（ノンクレジット））[2]
- 三国志（原画）[2]
- おさわが!スーパーベビー（キャラクターデザイン、作画監督）
- ドラゴンボール 最強への道（作画監督補佐）
- プリキュアシリーズ
  - 映画 ふたりはプリキュア Max Heart（キャラクターデザイン）
  - 映画 ふたりはプリキュア Max Heart 2 雪空のともだち（キャラクターデザイン）
  - 映画 ふたりはプリキュア Splash Star チクタク危機一髪!（キャラクターデザイン）
  - 映画 プリキュアオールスターズDX みんなともだちっ☆奇跡の全員大集合!（オリジナルキャラクターデザイン）
  - 映画 プリキュアオールスターズDX2 希望の光☆レインボージュエルを守れ!（オリジナルキャラクターデザイン）
  - 映画 プリキュアオールスターズDX3 未来にとどけ! 世界をつなぐ☆虹色の花（オリジナルキャラクターデザイン）
  - 映画 プリキュアオールスターズNewStage みらいのともだち（オリジナルキャラクターデザイン）
  - 映画 プリキュアオールスターズNewStage2 こころのともだち（オリジナルキャラクターデザイン）
  - 映画 プリキュアオールスターズNewStage3 永遠のともだち（オリジナルキャラクターデザイン）
  - 映画 プリキュアオールスターズ 春のカーニバル♪（オリジナルキャラクターデザイン）
  - 映画 プリキュアオールスターズ みんなで歌う♪奇跡の魔法!（オリジナルキャラクターデザイン）
  - 映画 HUGっと!プリキュア♡ふたりはプリキュア オールスターズメモリーズ（オリジナルキャラクターデザイン・キャラクターデザイン・総作画監督）
  - 映画 トロピカル〜ジュ!プリキュア プチ とびこめ!コラボ♡ダンスパーティ!（2021年、キャラクターデザイン・作画監督）
  - 映画 プリキュアオールスターズF（2023年、プリキュアシリーズキャラクターデザイン・作画監督）
- 魔女見習いをさがして（2020年、作画監督協力）

### OVA
- 峠についた赤い郵便受け（キャラクターデザイン）
- 3×3 EYES（原画）[2]

### 海外合作作品
- Muppet Babies
- Hello Kitty's Furry Tale Theater[2]

## 著書
- 稲上晃 東映アニメーションワークス（一迅社、2016年1月23日発売）ISBN 978-4-7580-1478-6